# 행복에프앤씨
행복에프앤씨는 한국 식문화의 발전과 우수성을 널리 알려 한식문화가 세대와 지역의 경계를 넘어 확산될 수 있도록 지원하고 전문조리교육프로그램을 통해 조리의 기본과 한식의 기본을 겸비한 미래 조리인력 양성과 안정적인 일자리 지원을 목적으로 2012년 4월 6일 설립 허가된 대한민국 농림수산식품부 소관의 재단법인이다. 사무실은 서울특별시 용산구 장문로 60(동빙고동)에 있다.

## 주요 사업
- 취약계층 청소년의 자립을 위한 SK NEW SCHOOL 교육사업 / 조리학과, 서비스학과
- 한국 음식문화 우수성을 전파하기 위한 메뉴개발 및 홍보사업
- 도농상생 사회공헌 프로그램 자연이랑 사업
- 지방 향토의 우수한 식문화, 식자재 발굴 지원 사업
- 한식 조리인력 양성과 한식 신메뉴 보급을 위한 키친사업
- 한식 메뉴, 한식레스토랑 등 관련 컨설팅사업
- 기타 법인의 목적 달성에 필요한 사업